# Hospice Pachéco
Pour les articles homonymes, voir Pacheco.

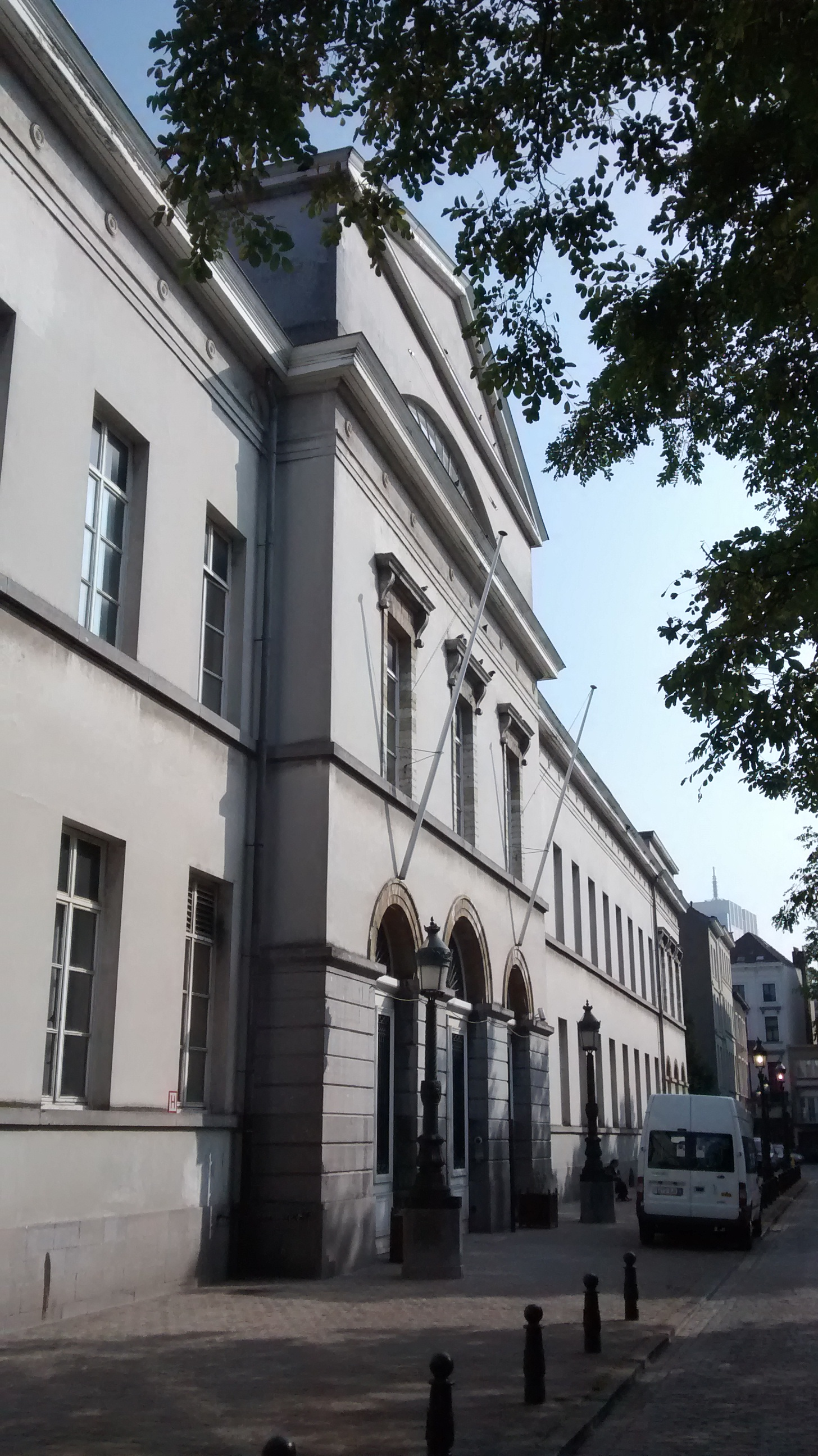
Le Grand Hospice en 2014

Le Grand Hospice, rebaptisé hospice Pachéco après sa fusion avec une institution fondée au XVIIIe siècle et installée entre 1843 et 1887 à l'emplacement de l'actuel square Jean Jacobs, est une œuvre de l'architecte Henri Partoes, situé à Bruxelles, en Belgique.

## Historique et description
Construit par phases entre 1824 et 1827, le Grand Hospice se compose d’un vaste quadrilatère de 138 mètres de long sur 94 de large, autour de deux cours carrées entourées de larges galeries voûtées d’arêtes et percées d’arcades cintrées servant de promenoir. En raison du sol marécageux, l’ensemble repose sur un réseau complet de caves voûtées qui ont été, un temps, louées à des brasseurs. À l’exception des parties en pierre, les façades sont enduites et peintes en blanc.
Monument du néoclassicisme, l’ensemble se caractérise par sa sobriété, ses lignes à dominante horizontale – soulignées par les soubassements, les bandeaux continus des appuis de fenêtres, les larmiers des façades intérieures, la frise sous corniche – et la composition selon une grille déterminée par le croisement d’axes de symétrie longitudinaux et transversaux. C’est ainsi, par exemple, que les trois ailes principales sont interrompues par un pavillon central sous fronton triangulaire tandis que les quatre côtés du quadrilatère sont pourvus d’un attique en léger ressaut. L’aile centrale, qui sépare les cours, est destinée à l’intendance – réfectoire, cuisines, lingerie, pharmacie, etc. - et au logement du directeur. Les ailes extérieures se composent d’une succession symétrique de couloirs, cages d’escaliers, chambres et salles communes. À la manière d’un salon à l’italienne, une chapelle est aménagée sur deux étages au milieu de l’aile droite. La rotonde, soutenue par des colonnes et percée de niches, est coiffée d’une coupole à caissons dominée par une lanterne. Elle comprend quatre peintures – Vierge à la chaise, Foi, Espérance et Charité - de François-Joseph Navez (1787-1869).
La construction de l’hospice a, en partie, été financée par le lotissement des terrains de l’ancien Grand béguinage de Bruxelles. Celui-ci se couvre rapidement de nouvelles rues, tracées parallèlement aux façades de l’hospice, et de maisons néo-classiques qui donnent au quartier une homogénéité unique. Henri Partoes achève son œuvre monumentale en 1828-1829 en construisant seize maisons, disposées en un double « L » entre la place du Grand Hospice et la rue de l’Infirmerie, qu’il a fait tracer dans l’axe du pavillon central de l’hospice. Leurs façades régulières et rythmées cachent des dimensions et des plans variés à l’intérieur, du moins pour les maisons sur la place, qui s’imbriquent les unes dans les autres. L’ensemble a été rénové par leur propriétaire, le CPAS de Bruxelles, entre 1976 et 1984, parallèlement à la refonte complète de l’hospice.
Les pensionnaires du Grand Hospice étaient autrefois répartis en fonction de leur sexe et de leurs aptitudes physiques : les vieillards valides au rez-de-chaussée, les infirmes au premier étage et les cancéreux et hideux dans un pavillon isolé. Les valides participaient aux tâches ménagères, certains travaillaient même pour le compte de l’hospice dans des ateliers de couture ou de cordonnerie. Le port de l’uniforme était obligatoire et les visites étaient interdites. Toute transgression du règlement était sanctionnée de manière graduée, jusqu’à l’enfermement. En ce temps-là, l’hospice était une prison. 
Alors que la crise ravage villes et campagnes, le nombre d’indigents à l’hospice ne cesse de croître. En 1849, on n’y compte pas moins de 725 pensionnaires. Pour faire face, les autorités décident de ne garder que les vieillards infirmes et incurables et de renvoyer les autres chez eux. La généralisation du secours à domicile libère des locaux qui sont loués à la ville de Bruxelles pour héberger l’école centrale de commerce et d’industrie. Pour permettre le dégagement du nouveau palais de justice construit par Joseph Poelaert, les locaux de l’hospice Pachéco sont démolis, la place Jean Jacobs est aménagée et les pensionnaires sont transférés au Grand Hospice. Ce n’est que bien plus tard que celui-ci prendra officiellement le nom d’Isabelle des Marez, veuve d’Antoine Pachéco, qui avait fondé cet hospice pour femmes âgées nobles ou de bonne famille en 1713.
Inadapté aux normes modernes de santé et d’hygiène, l’hospice Pachéco devait disparaître aux yeux de la Commission d’assistance publique chargée de sa gestion. Son projet de tour monumentale, dévoilé en 1968, est refusé par la ville de Bruxelles pour atteinte à l’ensemble urbanistique du quartier du Béguinage et hauteur excessive. Contrainte et forcée par le classement du monument, la CAP confie alors aux architectes associés Gaston Brunfaut, Fernand Blomme, Jean-François Petit et José Vandevoorde une mission de réorganisation intérieure et de mise en conformité du complexe, tâche qu’ils accomplissent par stades successifs entre 1976 et 1982. Derrière des façades rénovées, les grands dortoirs sont supprimés au profit de chambres individuelles, les volumes rabaissés par des faux-plafonds, les arcades fermées par des baies vitrées. De nouvelles unités sont construites côté rue du Canal pour la cuisine et le restaurant du personnel, côté rue du Grand Hospice pour la chaufferie et la morgue. Le travail des architectes est couronné par le prix Europa Nostra 1983, décerné aux réalisations exemplaires en faveur du patrimoine.

## Sources
- Denis Coekelberghs, Pierre Loze et al., Un ensemble néo-classique à Bruxelles : Le Grand Hospice et le quartier du Béguinage, Monographies du patrimoine de la Belgique, Ministère de la Communauté française et Institut royal du patrimoine artistique, Liège, Pierre Mardaga éditeur, 1983, 420 p.
- Thierry Demey, Un canal dans Bruxelles, bassin de vie et d’emploi – Een kanaal in Brussel, bron van leven en werk, Bruxelles, Badeaux, 2008, 160 p.